# 백미돔
백미돔은 농어목 백미돔과의 물고기이다. 몸길이는 90cm 정도로 자랄 수 있고 몸무게는 18kg 정도이다.